# 翡翠台電視劇集列表 (2025年)
本列表列出2025年由香港無綫電視翡翠台所播放的電視劇集，因為維基百科不是節目表，收錄的資料只包含首播資訊，不紀錄重播資訊、上映時間更動、停播、復播等瑣碎資訊。本資訊頁的時間統一採用UTC+08:00。當年度播出的其他年度作品重播統一收錄在#2025年重播節目。
| 首播    | 名稱              | 集數 |
| ------- | ----------------- | ---- |
| 1月6日  | 今天的她們        | 16   |
| 1月27日 | 富貴千團          | 10   |
| 1月30日 | 太陽星辰 (電視劇) | 18   |
| 2月10日 | 痞子無間道        | 25   |
| 2月26日 | 大奉打更人        | 31   |
| 3月17日 | 奪命提示          | 30   |
| 4月14日 | 庆余年 (第二季)   | 31   |
| 4月28日 | 虛擬情人          | 15   |
| 5月19日 | 刑偵12            | 25   |
| 5月27日 | 清明上河圖密碼    | 20   |
| 6月23日 | 執法者們          | 25   |
| 6月24日 | 中年好翻身        | 28   |
| 7月28日 | 麻雀樂團          | 28   |

## 2025年重播節目
公私三文治、無心法師III、大藥坊、情人眼裏高一D、跳躍生命線、野蠻奶奶大戰戈師奶、My盛Lady、愛情來的時候 新加坡、反黑路人甲、浪族闊少爺、好心作怪、我愛玫瑰園、黃金有罪、飛狐外傳 (2022年電視劇)、神探同盟、老友狗狗 (無綫電視劇)、撻出愛火花、真相 (無綫電視劇)、Only You 只有您、老表，你好嘢！ (電視劇)、淘氣雙子星、三個女人一個「因」、浮世双娇傳、卿卿日常、茶是故鄉濃、騎呢大狀、親親我好媽、長風渡、情越雙白線、談情說案、公公出宮